# Arbeidsanalyse
Arbeidsanalyse is het onderzoek naar het arbeidsproces door middel van waarneming en analyse, alsmede door het opsporen van invloedsfactoren en hun relatie tot het arbeidsproces, met het doel te geraken tot een doelmatiger uitvoering van de arbeid en tot een beter bedrijfsbeheer.
De arbeidsanalyse ontstond in het taylorisme waarbij Taylor volgende principes voor productiebedrijven formuleerde:
1. een eerlijke werkdag (taakbelasting) voor iedereen (tijdstudie);
2. de beste methode om het werk uit te voeren (methodestudie).

De arbeidsanalyse komt vooral uit de optimalisering van het bandwerk, zoals in de auto-industrie. Door kennis te vergaren over het arbeidsproces moet de productieorganisatie efficiënter worden. 
Volgens Taylor moest er een volledige scheiding zijn tussen uitvoerende taken enerzijds (execution) en voorbereidende taken anderzijds (conception). Hiermee kan een verregaande vorm van arbeidsdeling worden ingevoerd. De voorbereiding komt in handen van een planningsafdeling nadat deze door middel van arbeidsanalyse de kennis van het arbeidsproces van de arbeiders heeft overgenomen. Hiermee wordt het kennismonopolie van de vakarbeiders doorbroken en kunnen zij vervangen worden door 'geoefende' of zelfs ongeschoolde arbeiders. De taakautonomie van de arbeider in dit proces verdwijnt grotendeels, het is de lopende band die het tempo en de werkzaamheden dirigeert. Arbeidsanalyse wekt dan ook wel de nodige passieve en actieve weerstand op.
Soms wordt arbeidsanalyse dan ook verengd tot "tijd- en methodestudie". Arbeidsanalyse is echter ruimer dan dat, want het betreft ook mentale arbeid.

## Tijdstudie
Het bepalen van arbeidstijden voor welomschreven arbeidstaken richt zich op de tijd die gemiddelde werknemers nodig hebben voor de uitvoering. Dit is de "genormaliseerde tijd" aan een normaal tempo, ook "Tempo 100 of Bedaux 60" genoemd. Deze berekening kan op volgende verschillende manieren gebeuren:
1. stopwatch of klokstudie waarbij men het tempo evalueert van de operator;
2. bewegingsstudie waarbij menselijke bewegingen in detail worden uitgesplitst en met een vooraf bepaalde tijd overeenkomen aan tempo 100 "MTM  (Methods-Time Measurement);
3. objectbewegingen waarbij men de verhandelingstijden van objecten categoriseert en kwantificeert;
4. multimomentopnames waarbij men de non-productieve arbeidstijden opmeet om het overschot als productief te beschouwen.

## Methodestudie
Methodestudie omvat verschillende soorten analyses.

Het is duidelijk dat om de werkmethode te verbeteren men soms zal moeten ingrijpen in het ontwerp van het product en/of de gebruikte werkomgeving. In het jargon wordt dit design for assembly and manifacturing en de lay-out genoemd. Methodestudie is een noemer die vele ladingen dekt en uitgeoefend wordt om de productiviteit te verhogen. De volgende systemen bespelen allemaal op hun manier de werkmethode en de productiviteit:
- procesanalyse analyseert het productieproces;
- bewegingsanalyse gaat in op de details van de uitgevoerde bewegingen van operatoren;
- lean manufacturing;
- kaizen, dit Japans woord duiden we in het Engels aan met de term continuous improvement;
- poka yoke, poka betekent fout of een blunder die gemaakt wordt, waartegen yoke bescherming of protectie betekent;
- zero quality control, het opsporen van fouten aan de bron;
- triz, procesinnovatie;
- 5S, een methode om de werkplek beter te organiseren;
- Six Sigma: door de productie top-down statistisch te benaderen worden problemen zichtbaar gemaakt.  Ontstaan en ontwikkeld in 1987 bij Motorola;
- de zeven muda's van productiviteit: door de werkvloer bottom-up te analyseren in een hiërarchische structuur bekomt men een benchmarkingmodel van alle verliesfactoren.